# Kren
Kren, Kran o Krren, és el déu del Sol a la mitologia selknam. És un dels howenh més importants, ja que simbolitza la fi de la societat matriarcal i l'inici de la societat patriarcal. La seva figura s'associa a l'origen de la cerimònia del Hain.
Kren era apreciat pels selknam, ja que se'l considera benvolent i benintencionat amb els homes. A causa de la seva habilitat i intel·ligència, tots els altres se subordinen al seu parer.

## Mitologia

### Naixement i família
Kren era fill de Kranakhátaix, l'antic déu del Sol. Mentre Kranakátaix es trobava al cel, Kren estava encara a la terra, on era un hàbil caçador. Quan el seu pare va deixar de brillar, Kren va passar a ser el nou déu del Sol.
Kren estava casat amb Kre, la deessa de la Lluna, i junts tenien una filla, Tamtam.

### El final del matriarcat
Durant l'era de mitològica, Kre, esposa de Kren va ser considerada per molt temps la howenh més poderosa, després de Temáukel. Les howenh més joves guanyaven la seva posició social de dones adultes mitjançant la cerimònia del Hain. En aquesta cerimònia, les joves howenh simulaven ser poderoses esperits provinents de l'inframon per tal d'atemorir els howenh masculins i sotmetre'ls sota el seu poder. No obstant això, en una ocasió, durant la realització de la cerimònia del Hain, tres howenh, Sit, Kehke i Chechu, provinents del Kéikruk (o Cel Oest), van descobrir la veritat. Sit va donar avís als altres homes i Kren, furiós per la revelació, va llançar a la seva dona Kre al foc, raó per la qual la lluna presenta taques. Kren va ordenar matar totes les howenh que coneixien el secret del Hain, sobrevivint només aquelles que no havien estat iniciades. Entre les howenh assassinades hi havia la mateixa filla de Kren, Tamtam.
El que va passar va posar fi al matriarcat existent fins llavors, i va donar origen a la cerimònia del Hain masculí.